# Susanne Ussing
Susanne Ussing (29 de noviembre de 1940–8 de marzo de 1998) fue una artista, arquitecta y ceramista danesa. El mundo femenino la fascinaba y gran parte de sus obras fueron creadas con materiales orgánicos.  

## Biografía
Junto a su esposo, Carsten Hoff, creó un estudio de diseño llamado Ussing and Hoff. Ussing, después de la creación de su estudio de diseño en 1970 comenzó a practicar su experiencia en la construcción de viviendas. Ussing participó en el concurso de la Asociación de Arquitectos Daneses de 1970 a 1973 utilizando ideas galardonadas para casas de varios pisos. La fusión del arte y la vida fue un proceso continuo en la obra de Ussing la Exposición de Mujeres de 1975 y las Exposiciones de Niños, que se exhibieron en todo su país, de 1978 a 1979 mostraron este tema. El taller de Ussing y Hoff se incendió en 1984 aunque Ussing no permitió que esto la detuviera y seguía presentando sus piezas quemadas en el Museo de Arte del Norte de Jutlandia, en 1987. Los años hasta su fallecimiento consistieron en que Ussing participara en tareas de decoración y presentara sus trabajos de cerámica en diversas exposiciones. En la Escuela de Arquitectura de la Academia (Dinamarca, 1960-1963) trabajó en un estudio de dibujo durante cuatro meses y en un estudio de escultura durante ocho meses (Florencia, Italia 1963-1964) 
Algunos de sus trabajos:
- "In the Greenhouse" (Dinamarca, 1980).[2]
- "Seaweed Church" (Museo de Luisiana de Arte Moderno, Dinamarca, 1980–84).

Algunas exposiciones:
- Women's exhibition (Charlottenborg, Copenhague, 1975).
- Children's Exhibition (Museo de Luisiana de Arte Moderno, Dinamarca, 1978).
- Exposición retrospectiva "Susanne Ussing – works 1957-87" (Nordjyllands Kunstmuseum, Dinamarca, 1987).
- Exposición retrospectiva "Susanne Ussing" (Den Fri Udstillingsbygning, Dinamarca 2014).
- Children Exhibition Ussing. Susanne Ussing´s Children Exhibition (Dinamarca, 1978)

## Premios y reconocimientos
En 1988 ganó el Premio de Arquitectura Nykredit, que es el premio de arquitectura danés más importante cuyos premiados personalmente, o a través de su trabajo, hayan hecho una contribución significativa a la industria de la construcción en forma de arquitectura o planificación... 
En 1989 recibió la Medalla Eckersberg